# William España
William España (* Guayaquil, Ecuador, 1 de febrero de 1987) es un futbolista ecuatoriano, juega de lateral derecho en Liga de Portoviejo de la Serie B de Ecuador.

## Trayectoria
William España se inició en las divisiones menores de Barcelona SC y Emelec entre 2002 y 2008, y logra debutar en el 2009 con la casaca del  Deportivo Cuenca.

## Clubes
| Club               | País    | Año         |
| ------------------ | ------- | ----------- |
| Deportivo Cuenca   | Ecuador | 2009 - 2010 |
| Macará             | Ecuador | 2011        |
| Liga de Loja       | Ecuador | 2012        |
| Mushuc Runa        | Ecuador | 2012        |
| Deportivo Azogues  | Ecuador | 2013        |
| Deportivo Quito    | Ecuador | 2014        |
| Liga de Portoviejo | Ecuador | 2015        |